# San Diego (Venezuela)
San Diego is een stad en gemeente in de Venezolaanse staat Carabobo. De gemeente telt 89.000 inwoners. De hoofdplaats is San Diego.
De burgemeester is Vicencio Scarano Spisso.